# Donja Lučka
Donja Lučka (en cyrillique : Доња Лучка) est un village de Bosnie-Herzégovine. Il est situé dans la municipalité de Cazin, dans le canton d'Una-Sana et dans la fédération de Bosnie-et-Herzégovine. Selon les premiers résultats du recensement bosnien de 2013, il compte 589 habitants.

## Histoire
Dans le cimetière du village, les tombes de la famille Kajtezović, qui datent du XXe siècle, avec leurs « nişans » (stèles) typiquement ottomans, sont inscrites sur la liste des monuments nationaux de Bosnie-Herzégovine.

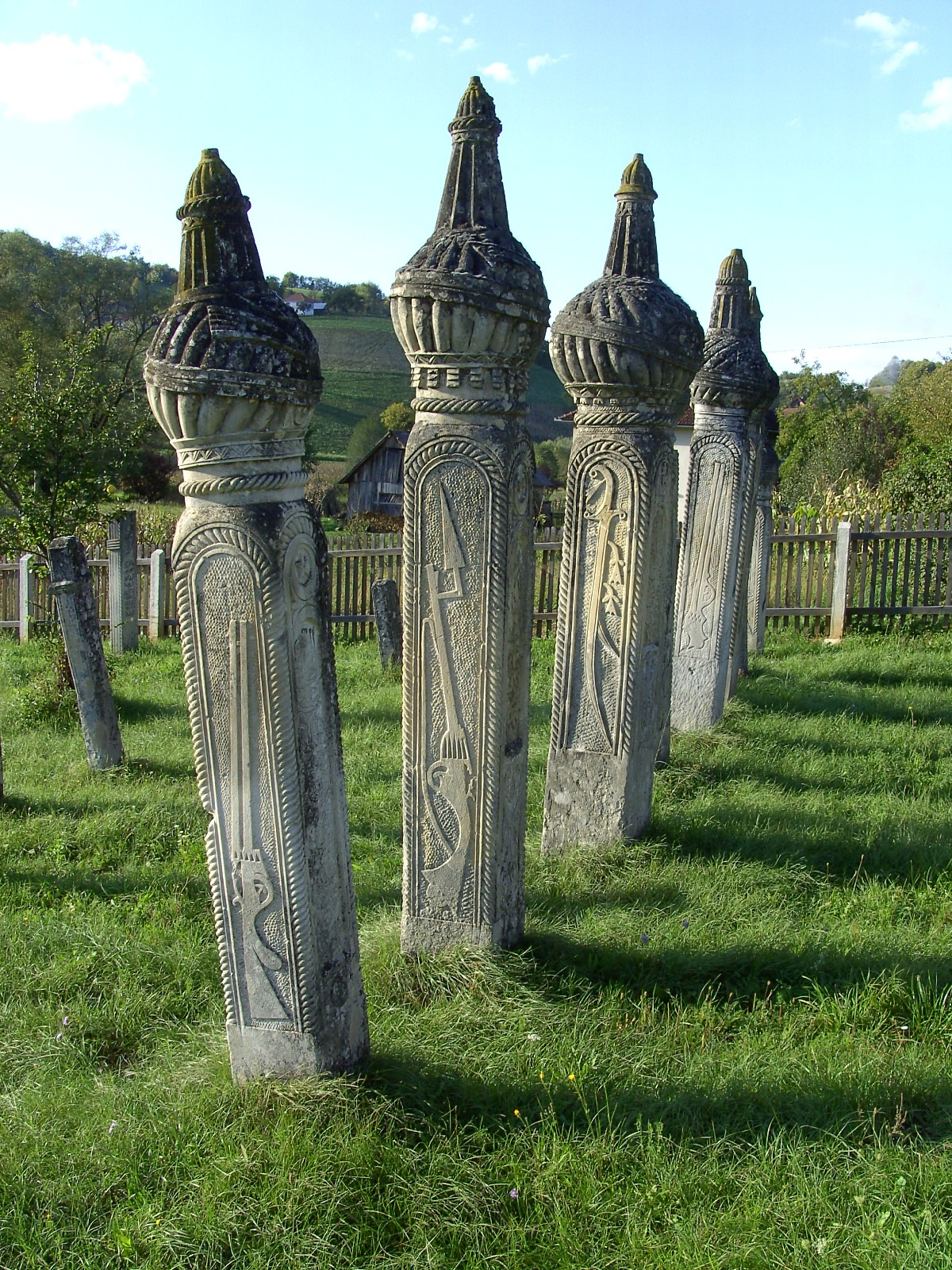
Les tombes de la famille Kajtezović

## Démographie

### Évolution historique de la population
| 1948 | 1953 | 1961 | 1971 | 1981 | 1991 | 2013 |
| ---- | ---- | ---- | ---- | ---- | ---- | ---- |
| -    | -    | 462  | 599  | 776  | 835  | 589  |

|  |